# دهرم‌پوره
دهرم‌پوره (به انگلیسی: Dharampura) یک منطقهٔ مسکونی در پاکستان است که در لاهور واقع شده‌است.